# ジクロロジフルオロメタン
ジクロロジフルオロメタン（英: Dichlorodifluoromethane、R-12）は、無色の気体であり、ハロメタンフロン類である。Freon-12という商標名で販売されており、冷媒やスプレーに用いられている。オゾン層破壊や二酸化炭素の数千倍も強い温室効果への懸念のため、モントリオール議定書により、1996年に、アメリカ合衆国その他多くの国で製造が禁止された。多くの有機溶媒に可溶である。
また、R-12は、シリーストリングの主要原料の1つである。容器の色は、白色である。

## 製造
五塩化アンチモン触媒の存在下で、四塩化炭素とフッ化水素の反応により、生成する。
{\displaystyle {\ce {CCl4 {}+ 2HF -> CCl2F2 {}+ 2HCl}}}
この反応により、トリクロロフルオロメタン、クロロトリフルオロメタン、テトラフルオロメタンも生成する。

## エアロゾルとしての利用
サルブタモール等の薬品に対してのエアロゾルとしての利用は、アメリカ食品医薬品局によって段階的に廃止された。その代わり、環境に与える悪影響が知られていないハイドロフルオロアルカン等が用いられるようになった。

## ギャラリー

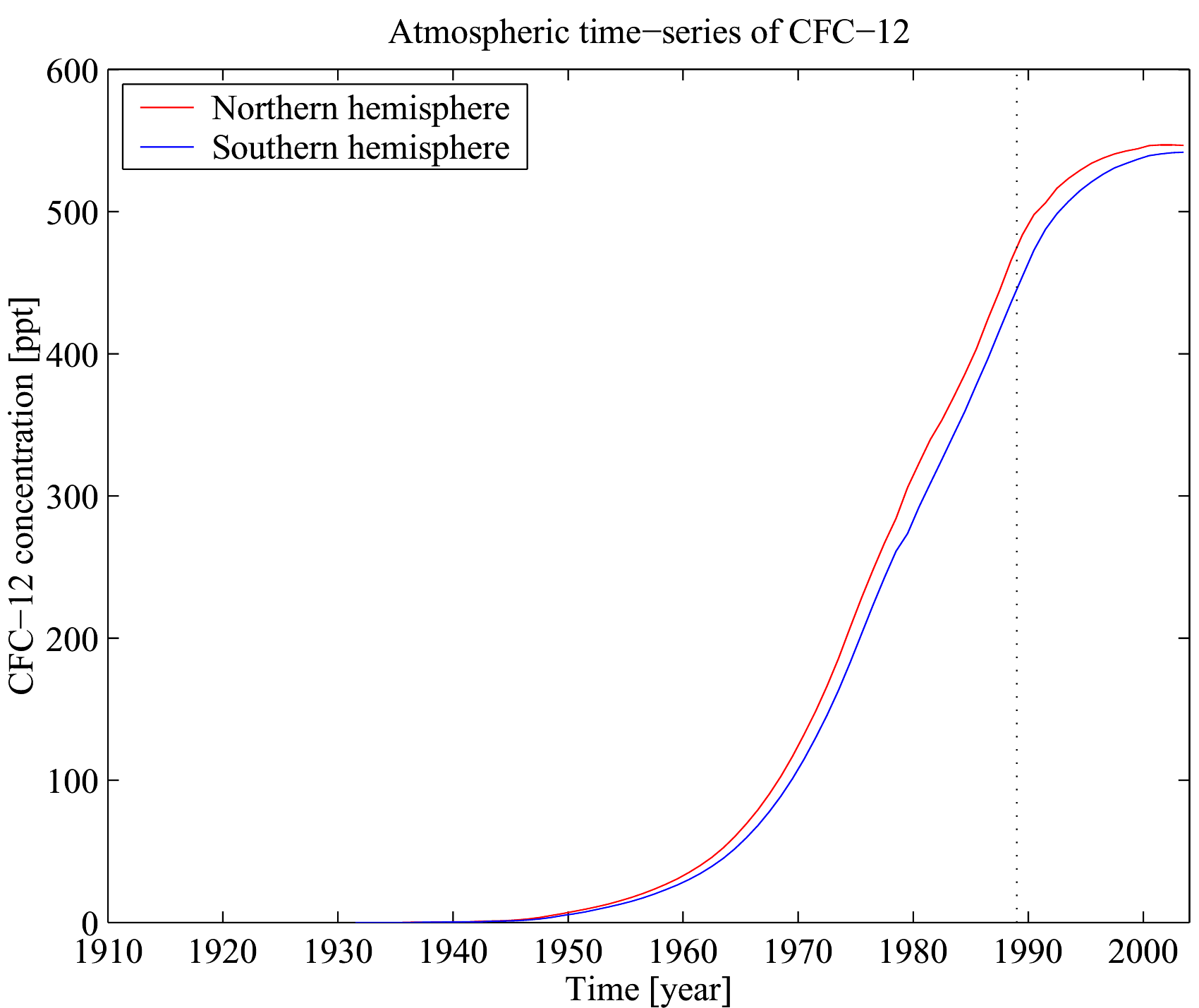
大気中のCFC-12濃度の経時変化 (Walker et al., 2000)
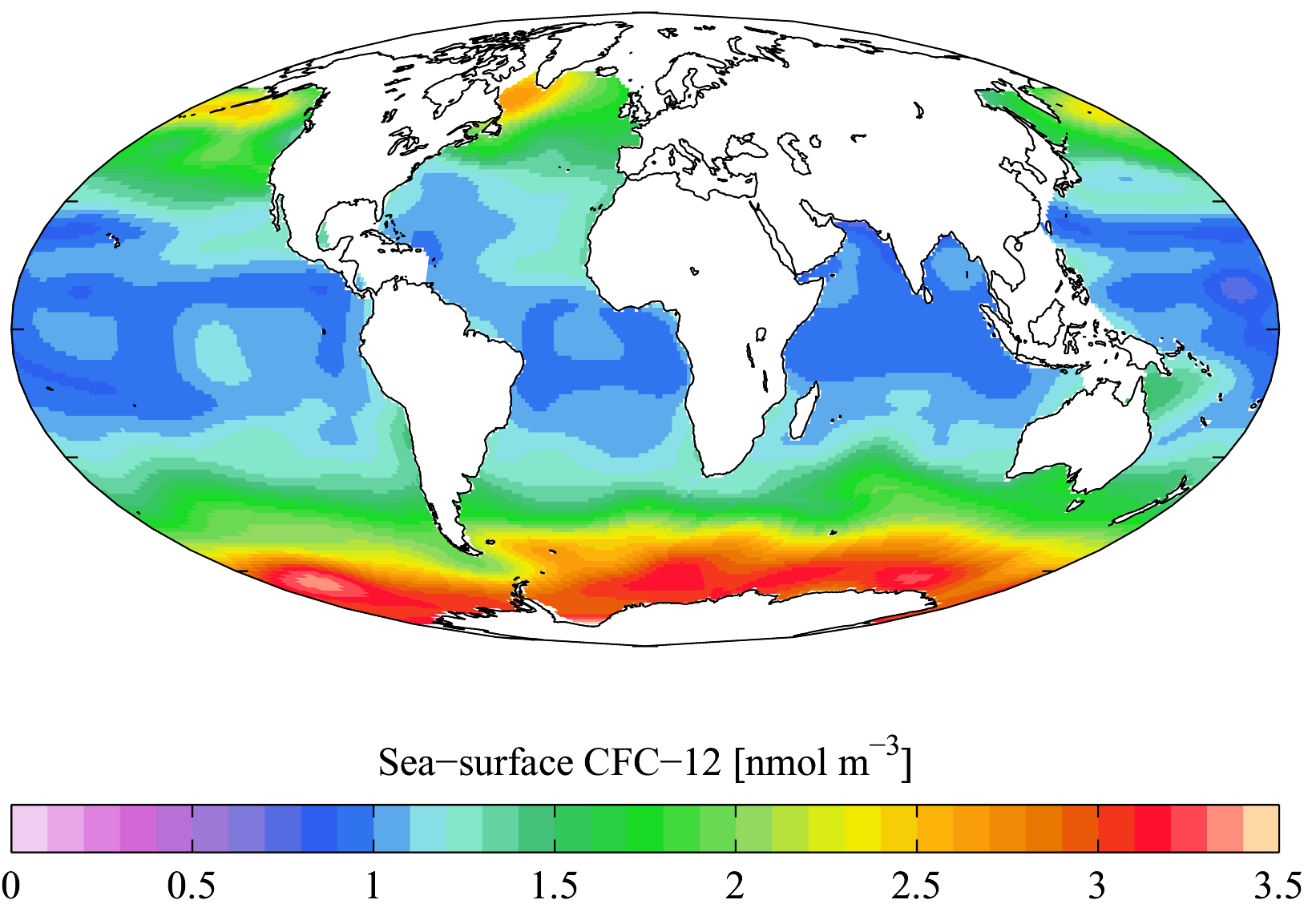
1990年代の海面CFC-12濃度
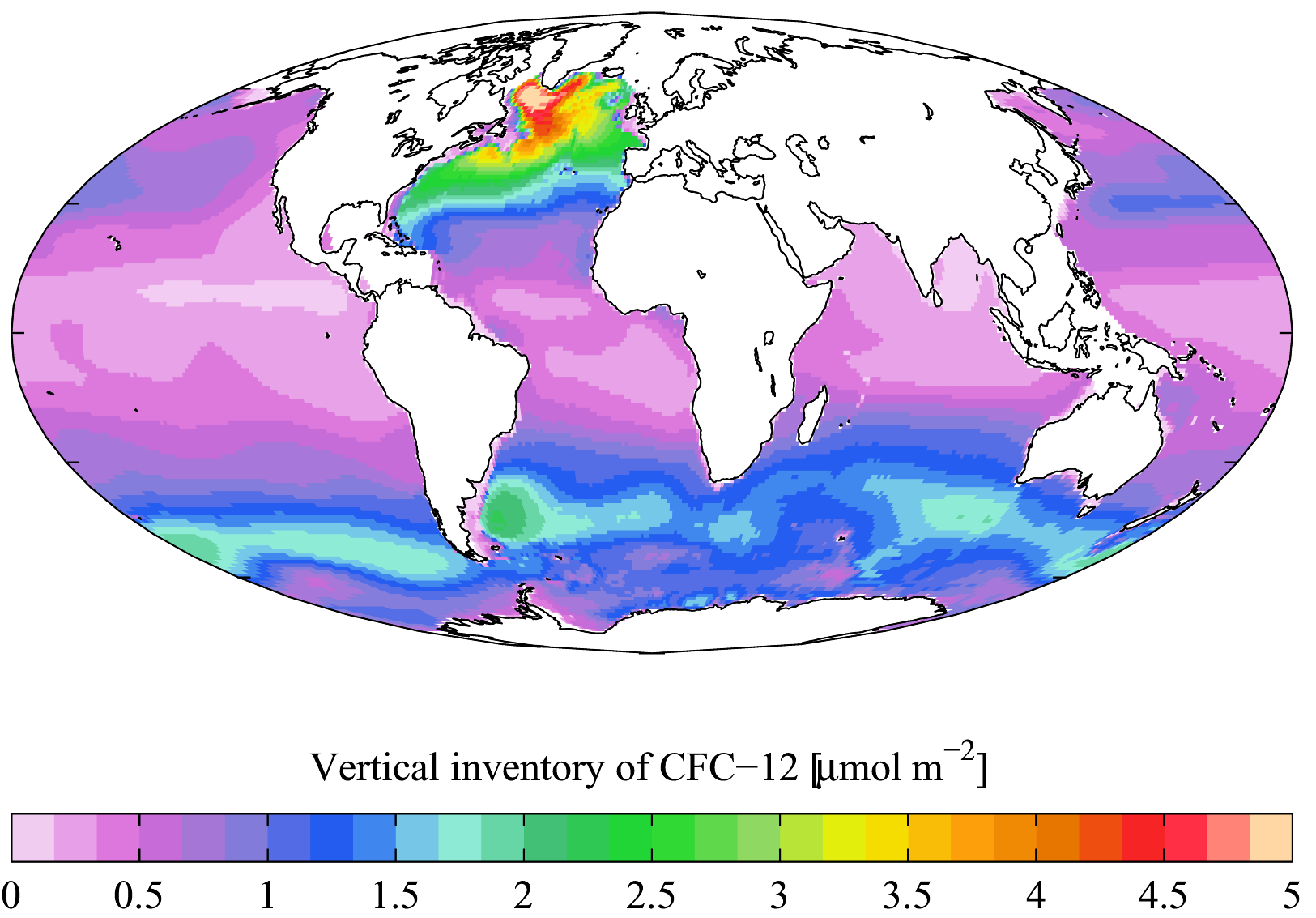
1990年代の海洋の鉛直方向のCFC-12濃度
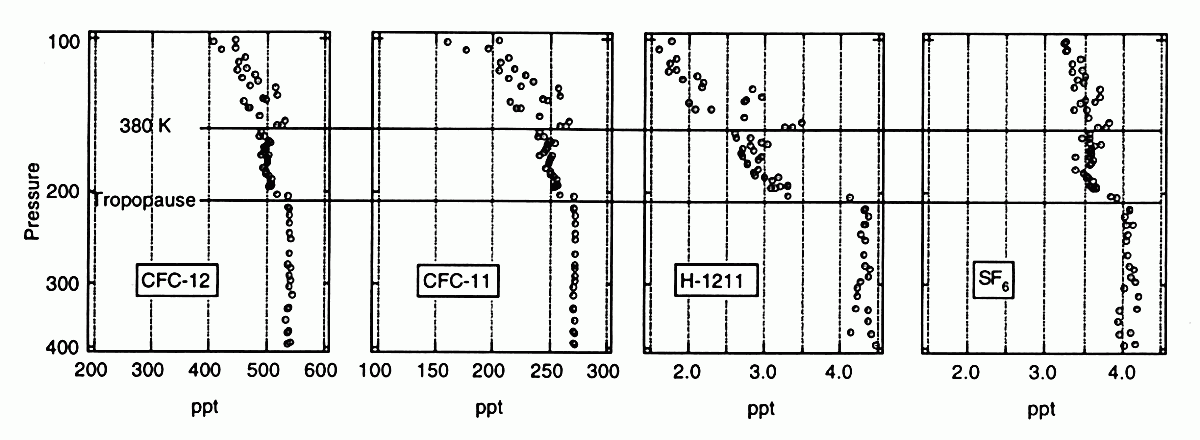
CFC-12、CFC-11、H-1211、SF6の鉛直方向プロファイル